# That's My Girl
That's My Girl è un singolo del gruppo musicale statunitense Fifth Harmony, pubblicato il 27 settembre 2016 come terzo estratto dal secondo album in studio 7/27.

## Descrizione
La canzone è stata scritta da Tinashe Kachingwe, Lukas Loules ed Alexander Kronlund, e prodotta dagli ultimi due, in arte rispettivamente Lulou e Alex Purple.
Nella recensione dell'album 7/27 di Rolling Stone, Christopher R. Weingarten scrive: «Nulla è ai livelli di Boss del 2014, ma That's My Girl centra appieno il punto, e allo stesso tempo diffonde il suo rimbombante messaggio di incoraggiamento.»
That's My Girl è l'ultimo singolo pubblicato dal gruppo come quintetto, prima dell'uscita di Camila Cabello, avvenuta nel dicembre 2016.

## Promozione
Il girl group ha presentato That's My Girl dal vivo per la prima volta in televisione il 20 novembre 2016 alla cerimonia annuale degli American Music Awards.

## Video musicale
Il video, diretto da Hannah Lux Davis, è stato reso disponibile il 19 settembre 2016.
Nel video si vedono le cinque ragazze mentre ballano in uno scenario post-apocalittico, ispirato a quello di Mad Max, cantando le loro parole di incoraggiamento, mentre salvano delle persone. A queste scene si alternano delle riprese delle singole ragazze vestite in nero, mentre ballano ai piedi di un masso roccioso.
Sono presenti due versioni alternative del video musicale: la prima è stata pubblicata come video di sponsorizzazione per la nazionale di ginnastica artistica femminile degli Stati Uniti d'America durante lo svolgimento delle Olimpiadi di Rio 2016. In questa versione vengono alternate scene di allenamenti e gare delle ragazze della nazionale con scene in cui si vedono le Fifth Harmony, vestite in bianco, mentre cantano la canzone.
La seconda versione alternativa è stata pubblicata il 28 settembre 2016 ed è un montaggio di scene della web serie DC Super Hero Girls e del film DC Super Hero Girls: Hero of the Year.

## Tracce
Testi e musiche di Tinashe Kachingwe, Alexander Kronlund e Lukas Loules.
Download digitale, streaming – Remixes EP
1. That's My Girl (con Ryan Riback) (Ryan Riback Remix) – 3:16
2. That's My Girl (con Jimmie) (Jimmie Club Mix) – 3:38
3. That's My Girl (con Eva Shaw) (Eva Shaw Remix) – 3:13
4. That's My Girl (Boaz van de Beatz Rework) – 3:25

## Formazione
Hanno partecipato alle registrazioni, secondo le note di copertina di 7/27:
Musicisti
- Fifth Harmony – voci
- Alex Purple – arrangiamento del corno, sintetizzatore, sassofono, batteria, tastiera
- Jonas Thander – arrangiamento del corno
- Lulou – batteria, basso, sintetizzatore, chitarra
- Katerina Loules – cori

Produzione
- Lulou – produzione
- Alex Purple – produzione
- Tryna Loules – produzione vocale
- Sam Holland – registrazione
- Nate Alford – registrazione
- Jonas Thander – registrazione del corno
- Cory Bice – assistenza alla registrazione
- Jeremy Lertola – assistenza alla registrazione
- Brandon Wood – assistenza alla registrazione
- Șerban Ghenea – missaggio
- John Hanes – assistenza al missaggio
- Dave Kutch – mastering

## Classifiche
| Classifica (2016) | Posizione massima |
| ----------------- | ----------------- |
| Australia         | 54                |
| Belgio (Fiandre)  | 58                |
| Belgio (Vallonia) | 80                |
| Canada            | 54                |
| Irlanda           | 46                |
| Regno Unito       | 26                |
| Stati Uniti       | 73                |